# Nubelella leopardina
Nubelella leopardina är en insektsart som beskrevs av Evans 1972. Nubelella leopardina ingår i släktet Nubelella och familjen dvärgstritar. Inga underarter finns listade i Catalogue of Life.